# Klaus Jacobi
Klaus Jacobi (* 20. September 1936 in Köln) ist ein deutscher Philosoph und Philosophiehistoriker.

## Leben und Wirken
Klaus Jacobi studierte Philosophie, Germanistik und Geschichte an den Universitäten Köln, München und Freiburg i. Br. Seine Lehrer waren u. a. Karl-Heinz Volkmann-Schluck, Max Müller, Heinrich Rombach, Hugo Kuhn und Herbert Nesselhauf. Von Rombach kam die Anregung, sich mit der Philosophie des Nikolaus von Kues zu beschäftigen. Daraus entstand Jacobis Dissertation über die Methode der Cusanischen Philosophie, mit der er 1967 an der Freiburger Universität promoviert wurde. Von 1969 bis 1979 arbeitete Jacobi am Thomas-Institut der Universität Köln bei Albert Zimmermann als Assistent. Dort habilitierte  er sich 1976 mit einer Arbeit über Modalbegriffe in der mittelalterlichen Logik. Nach Lehrstuhlvertretungen  an der Freien Universität Berlin, an der Universität Heidelberg und an der Universität Duisburg folgte er 1984 dem Ruf auf den Lehrstuhl Philosophie II an der Universität Freiburg, wo er bis zu seiner Emeritierung 2001 forschte und lehrte.
Innerhalb des Freiburger Sonderforschungsbereichs „Mündlichkeit und Schriftlichkeit“ war Jacobi Leiter des Projekts „Wissensvermittlung in der Scholastik“. Er veranstaltete Symposien über Nikolaus von Kues, Hector-Neri Castañeda, Argumentationstheorie, Meister Eckhart, philosophische Dialoge im Mittelalter. Mit Freunden aus vielen Ländern pflegte er die gemeinsame Lektüre und Interpretation der Schriften des Thomas von Aquin und von Texten aus der mittelalterlichen Logik. Von 1988 bis 1992 war Jacobi Extern Examiner an der National University of Ireland.
Jacobi ist Philosophiehistoriker.  Die Schwerpunkte seiner Forschung lagen zum einen bei der Philosophie des Mittelalters in ihren antiken Wurzeln, ihren eigenen Gestalten und ihrem fruchtbaren Fortwirken, zum anderen bei den Zusammenhängen zwischen Logik, Semantik und Ontologie. Er war im deutschen Sprachraum einer der ersten, die die Schriften der mittelalterlichen Logiker kritisch studiert und deren Wert für die gegenwärtige Philosophie gezeigt haben.
Im Einzelnen spiegeln sich die Themen, über die er geforscht hat, in den Titeln seiner Publikationen. In ihnen zeigt sich, dass es meist Gegenwartsfragen waren, die ihn zu Philosophen und Texten der Vergangenheit leiteten. Er selbst sagte dazu:

„Ich will die Sachlage, in die ich mit meinen Überlegungen geraten bin, klar ins Auge fassen. Mich interessieren Möglichkeitsaussagen deswegen, weil wir von ihnen Gebrauch machen müssen, wann immer wir nachdenken und planen. Ich halte den normalen Gebrauch für hochkomplex und bemühe mich um Analyse. Mit dieser Zwecksetzung besinne ich mich auf philosophische Forschungen, die von bedeutenden Philosophen früher angestellt worden sind. […] Mir geht es darum herauszufinden, was die fachphilosophischen Unterscheidungen zur Aufklärung unseres normalen Nachdenkens beitragen können.“

## Veröffentlichungen

### Monographien
- Die Methode der Cusanischen Philosophie. (= Symposion Bd. 31) Karl Alber, Freiburg/München 1969, ISBN 3-495-47165-0. (= Dissertation 1967)
- Die Modalbegriffe in den logischen Schriften des Wilhelm von Shyreswood und in anderen Kompendien des 12. und 13. Jahrhunderts. Funktionsbestimmung und Gebrauch in der logischen Analyse. (Studien und Texte zur Geistesgeschichte des Mittelalters XIII) Brill, Leiden/Köln 1980, ISBN 90-04-06048-0. (=Habilitationsschrift 1975)

### Edition
- Petri Abaelardi Glossae super Petri Hermeneias. Zusammen mit Christian Strub (= Corpus Christianorum Continuatio Mediaevalis 206). Turnhout 2010.

### Herausgeber
- Nikolaus von Kues. Einführung in sein philosophisches Denken. (Kolleg Philosophie)  Karl Alber, Freiburg/München 1969, ISBN 3-495-47242-8.
- mit Helmut Pape: Thinking and the Structure of the World / Das Denken und die Struktur der Welt. Hector-Neri Castañeda's epistemic Ontology presented and criticized /  Hector-Neri Castañeda's epistemic Ontology in Darstellung und Kritik. de Gruyter, 1990, ISBN 978-3-11-011302-0.
- Argumentationstheorie. Scholastische Forschungen zu den logischen und semantischen Regeln korrekten Folgerns. 6 Teile, jeder mit einer Einführung von Klaus Jacobi. (Studien und Texte zur Geistesgeschichte des Mittelalters Bd. 18) Brill, Leiden/New York/Köln 1993, ISBN 90-04-09822-4.
- Meister Eckhart: Lebensstationen – Redesituationen. (Quellen und Forschungen zur Geschichte des Dominikanerordens N. F., Bd. 7) Akademie Verlag, Berlin 1997, ISBN 3-05-003127-1.
- Gespräche lesen. Philosophische Dialoge im Mittelalter. (ScrptOralia 115). Gunter Narr, Tübingen 1999, ISBN 978-3-8233-5425-3.
- Mystik, Religion und intellektuelle Redlichkeit. Nachdenken über Thesen Ernst Tugendhats. Mit Tugendhats Aufsatz "Spiritualität, Religion und Mystik" aus dem Jahr 2005. Verlag Karl Alber, Freiburg i. Br. / München 2012, ISBN 978-3-495-48518-7

### Mitherausgeber von Reihen und Zeitschriften
- mit Corneille Henri Kneepkens: Grammatica Speculativa. Sprachtheorie und Logik des Mittelalters. Texte und Untersuchungen. Frommann-Holzboog, Stuttgart (Bad Cannstatt) 1977 ff., ISBN 978-3-7728-0491-5. (5 lieferbare Bände)
- mit Hermann Krings u. a.: Philosophisches Jahrbuch 1988–2005. Karl Alber, Freiburg/München, ISSN 0031-8183.

### Aufsätze (Auswahl aus über 70 Veröffentlichungen)
- Möglichkeit. In: Handbuch philosophischer Grundbegriffe. (Hrsg.  von Hermann Krings, Hans Michael Baumgartner und Christoph Wild.) Kösel, München 1973, S. 930–947.
- Aristoteles‘ Einführung des Begriffs „eudamonia“ im I. Buch der Nikomachischen Ethik. Eine Antwort auf eine neuere Inkonsistenzkritiken. In: Philosophisches Jahrbuch 86 (1979), S. 300–325.
- Diskussionen über Prädikationstheorie in den logischen Schriften des Petrus Abailardus. In: Trierer theologische Studien 38 (1980), S. 165–179
- Aristoteles. In: Norbert Hoerster (Hrsg.): Klassiker des philosophischen Denkens, Bd. I. Deutscher Taschenbuch Verlag, München 1982, 7. Aufl. 2001, ISBN 978-3-423-30801-4.
- Abelard and Frege. The semantics of words and propositions. In: Atti del convegno internazionale di storia della logica. San Gimignano 1982, Bologna 1983, S. 31–96.
- Begründen in der Theologie. Untersuchungen zu Anselm von Canterbury. In: Philosophisches Jahrbuch 99 (1992) S. 225–244.
- Natürliches Sprechen – Theoriesprache – Theologische Rede. Die wissenschaftslehre des Gilbert von Poitiers. In: Zeitschrift für philosophische Forschung 49 (1995), S. 511–528.
- Sprache und Wirklichkeit. Theorienbildung über Sprache im frühen 12. Jahrhundert. In: Sten Ebbesen (Hrsg.): Sprachtheorien in Spätantike und Mittelalter. Gunter Narr, Tübingen 1995, ISBN 3-87808-673-3, S. 77–108.
- Einzelnes – Individuum – Person. Gilbert von Portiers Philosophie des Individuellen. In: Jan A. Aertsen und Andreas Speer (Hrsg.): Individuum und Individualität im Mittelalter. (Miscellanea mediaevalia 24) Walter de Gruyter, Berlin/New York 1996, ISBN 978-3-11-014892-3 (auch als E-Book), S. 3–21.
- Das Können und die Möglichkeiten. In: Thomas Buchheim, Corneille Henri Kneepkens und Kuno Lorenz (Hrsg.): Potentialität und Possibilität. Modalaussagen in der Geschichte der Metaphysik. Frommann-Holzboog, Stuttgart (Bad Cannstatt) 2001, ISBN 978-3-7728-2200-1.
- Philosophische und theologische Ethik. Ein Blick auf Abaelards Dialogus. In: Philosophisches Jahrbuch 108 (2001), S. 1–17.
- Philosophische und theologische Weisheit. Gilbert von Poitiers Interpretation der „Regeln“ des Boethius (‘‘De hebdomadibus‘‘). In: Rainer Berndt, Matthias Lutz-Bachmann und Ralf M. W. Stammberger (Hrsg.): "Scientia" und "disciplina": Wissenstheorie und Wissenschaftspraxis im Wandel vom 12. zum 13. Jahrhundert. (Erudi Sapientia. Studien zum Mittelalter und zu seiner Rezeptionsgeschichte, Bd. III) Oldenbourg Akademieverlag, Berlin 2002, ISBN 978-3-05-003696-0.
- Nomina transcendentia. Untersuchungen von Logikern des 12. Jahrhunderts über transkategoriale Terme. In: Martin Pickavé (Hrsg.): Die Logik des Transzendentalen. Festschrift für Jan A. Aertsen zum 65. Geburtstag. Walter de Gruyter, Berlin/New York 2003, ISBN 3-11-020458-4, S. 23–36.
- Philosophy of Language. In: Jeffrey E. Brower, Kevin Guilfoy (Hrsg.): The Cambridge Companion to Abaelard. Cambridge University Press, Cambridge 2004, ISBN 0-521-77247-8, S. 126–157.
- Kann ein Mensch mehrere Letztziele zugleich haben? Ein Kommentar zu Thomas von Aquin, Summa Theologie, I-II, q. 1, a. 5. In: Jan Szaif, Matthias Lutz-Bachmann (Hrsg.): Was ist das für den Menschen Gute? Menschliche Natur und Güterlehre. Walter de Gruyter, Berlin/New York 2004, ISBN 3-11-017206-2, S. 191–208.
- Disputative Problemgeschichte. In: Deutsche Zeitschrift für Philosophie 52 (2004), S. 331–338.
- Kann die Erste Philosophie wissenschaftlich betrieben werden? Untersuchungen zum Aporienbuch der aristotelischen "Metaphysik". In: Paulus Engelhardt, Claudius Strube (Hrsg.): Metaphysisches Fragen. Colloquium über die Grundform des Philosophierens. Böhlau Köln/Weimar/Wien 2008, ISBN 978-3-412-17306-7.

## Anmerkung
1. ↑  Vortrag auf dem XVII. Deutschen Kongress für Philosophie 1996 in Leipzig. Erschienen unter dem Titel „Das Können und die Möglichkeiten“ 2001 (siehe Aufsätze) S. 11.